# Orthotrichum anomalum
Orthotrichum anomalum là một loài Rêu trong họ Orthotrichaceae. Loài này được Hedw. mô tả khoa học đầu tiên năm 1801.

## Hình ảnh

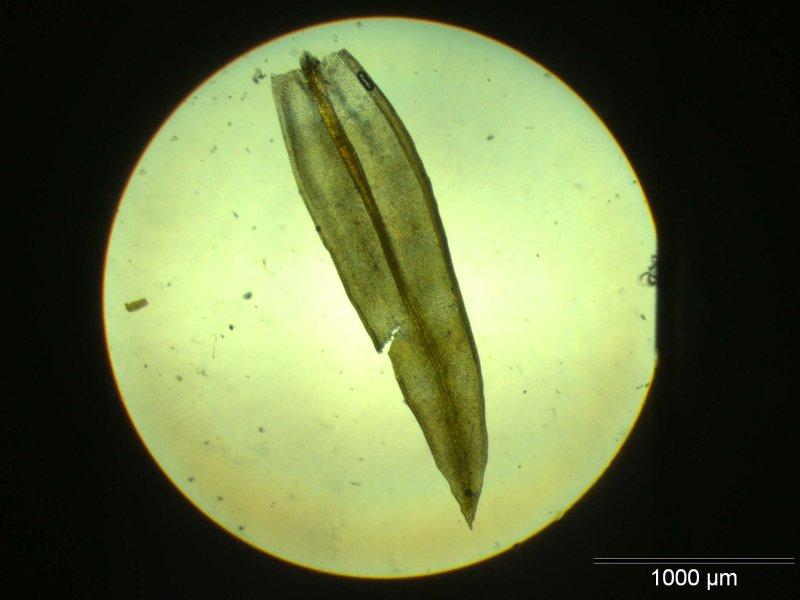
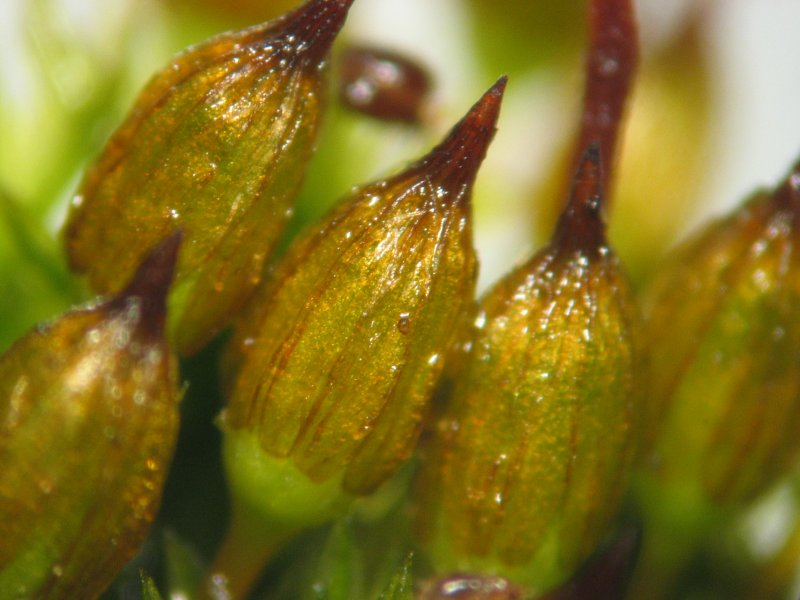
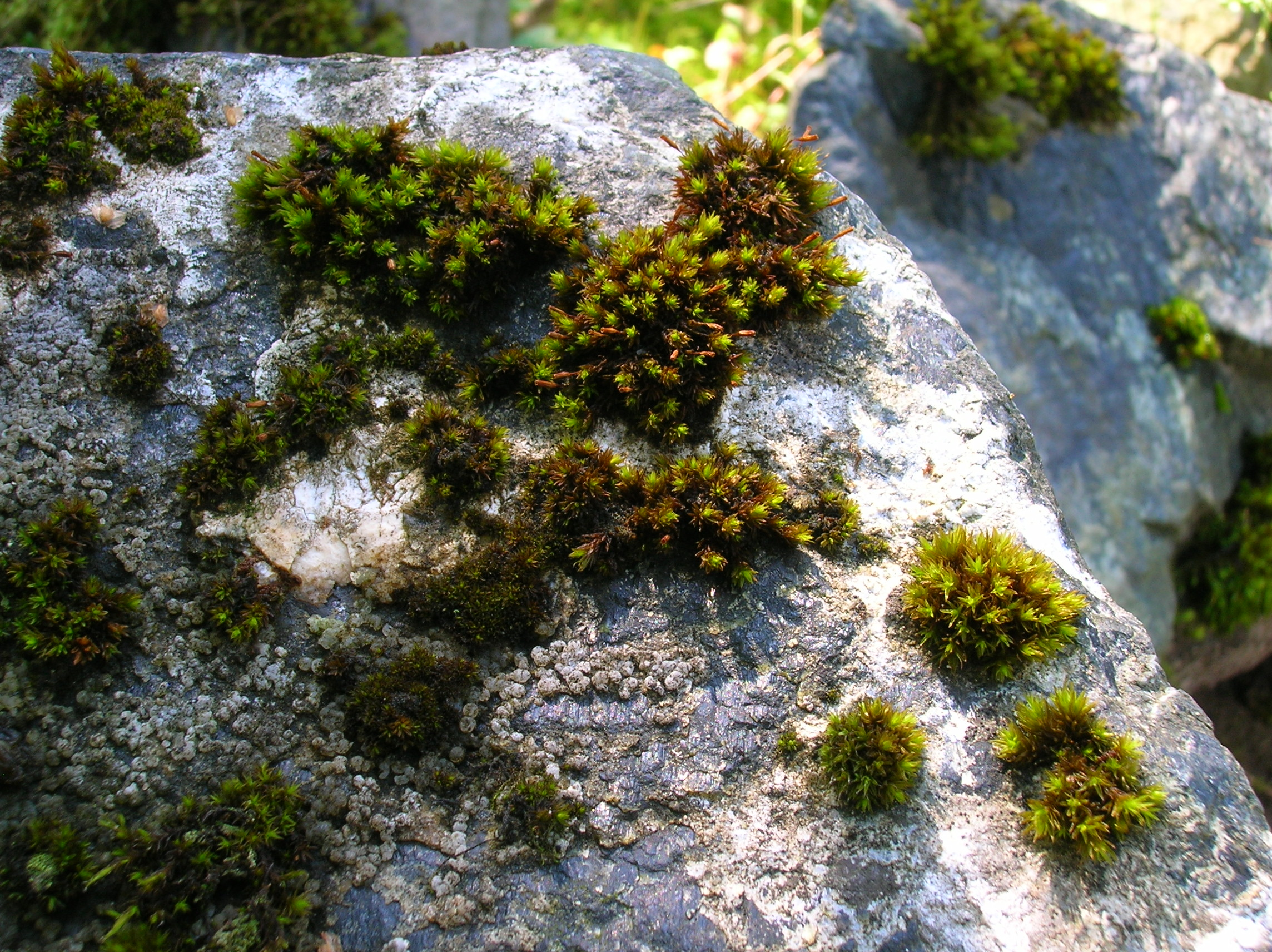
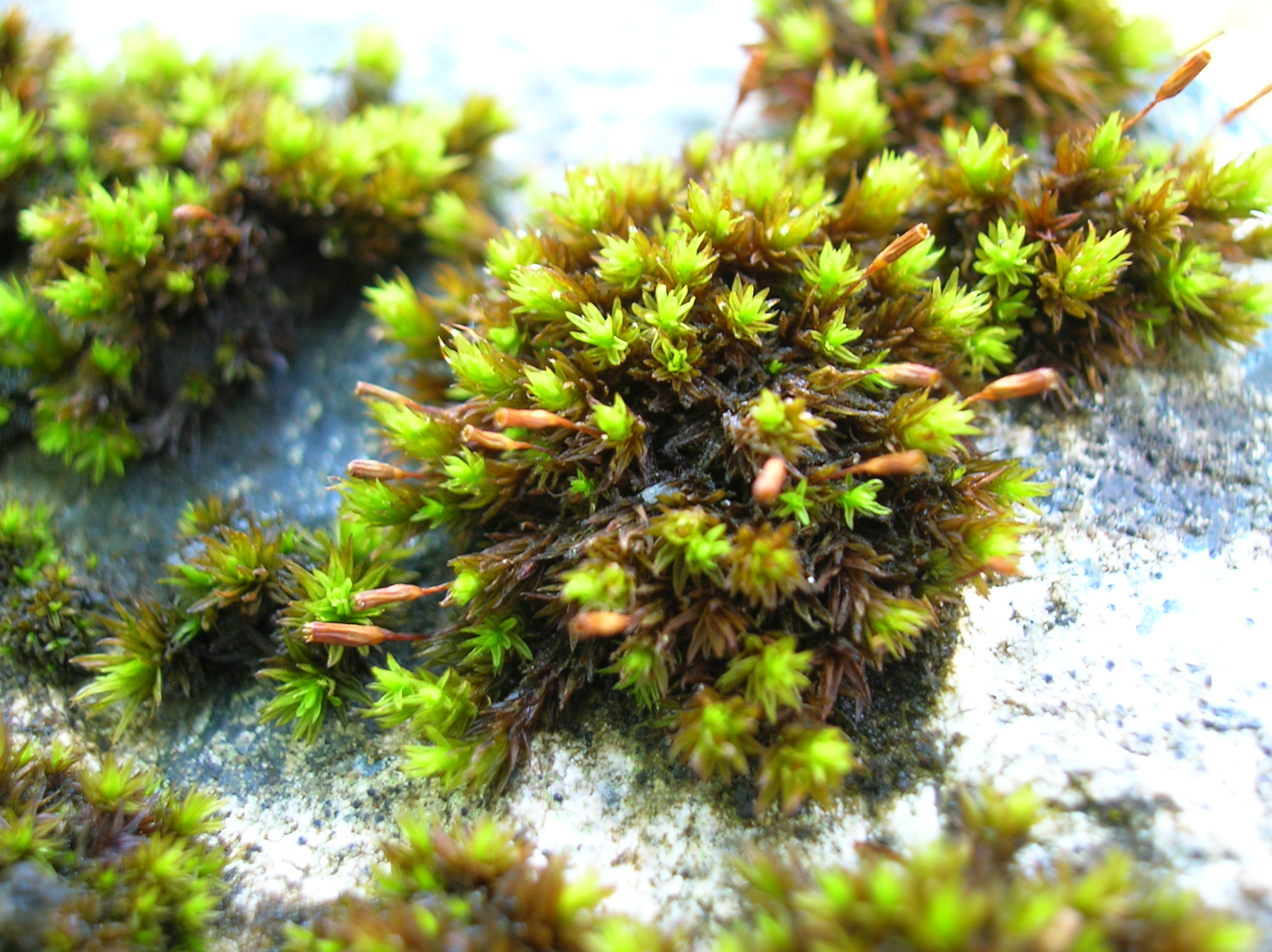